# Représentation cartographique de données statistiques
Pour un article plus général, voir Visualisation de données.
Une représentation cartographique de données statistiques est la représentation par une carte de données quantitatives. 

La carte représentant le nombre de morts dû au choléra à Londres en 1854. Elle a été publiée par John Snow dans son ouvrage On the Mode of Communication of Cholera (1855).

## Concept
Une carte statistique permet de représenter la valeur d'une variable statistique dans chacune des unités géographiques d'une entité globale. C'est un outil de datavisualisation.
La carte statistique a l'avantage de pouvoir à la fois révéler une analyse globale tout en permettant à chacun d'aller repérer des détails pour chaque unité géographique. 
En revanche, elle a le défaut de donner à chaque unité géographique une importance proportionnelle à sa superficie alors que dans de nombreuses situations il serait préférable que l'importance que l'on donne à chaque unité géographique soit relative à une autre variable, comme sa population par exemple,.

## Histoire
Alors que les cartes géographiques ont été inventées il y a plus de 5000 ans, les cartes statistiques ne sont véritablement apparues qu'au XVIIe siècle. En 1686, Edmond Halley représente une carte du monde avec des symboles permettant de donner l'origine et surtout l'intensité des vents. Plus tard, au XIXe siècle, John Snow représente une carte de Londres en localisant le nombre de morts dû au choléra lors de l'épidémie de septembre 1854.

## En France
De nombreux outils de visualisation cartographique de données non géographiques ou géographiques ont été mis au point, dont sur Internet avec des fonctions d'interactivité. Ainsi le SOEs, dispose d'un outils dit Géoïdd (acronyme de Géographie et indicateurs liés au développement durable) permettant à chacun de cartographier de nombreuses informations liées au développement durable en France (y compris d'outre-mer ; En 2016 cet outil en ligne a reçu 12 200 visites, et a permis la consultation de 54 001 cartes. 

## Typologie
Les cartes choroplèthes font partie des représentations cartographiques de données statistiques.

Carte choroplèthe montrant pour chaque État américain la marge victorieuse (en couleur) des candidats à l'élection présidentielle américaine de 2004, ainsi que taux de participation des électeurs selon l'âge (disques en noir et blanc).